# Сан Ђовани (Пиза)
Сан Ђовани је насеље у Италији у округу Пиза, региону Тоскана.
Према процени из 2011. у насељу је живело 93 становника. Насеље се налази на надморској висини од 96 м.